# Indústries Geyper
Indústries Geyper va ser una empresa fundada a València el 1945 per Antonio Pérez Sánchez (1918-2012). L'empresa va gaudir de gran èxit al mercat estatal en les dècades del 1970 i 1980 amb joguines com el ninot articulat Geyperman (1975), el conjunt de jocs de taula per a tota la família Juegos Reunidos o el joc de construcció Cadako, tot i que el seu primer gran èxit va ser el Nadal de 1954 amb un walkie-talkie inspirat en Flash Gordon.
Encara que l'empresa es va arruïnar el 1986 acabant amb l'embargament de la propietat, els Geyperman s'han seguit produint després de diversos intents d'altres empreses de rellançar el producte.